# Don Franco e don Ciccio nell'anno della contestazione
Don Franco e don Ciccio nell'anno della contestazione è un film del 1970 diretto da Marino Girolami.

## Trama

Un fotogramma del film.

Don Franco e don Ciccio sono i parroci di due diverse parrocchie del paese siciliano di Roccapizzone: il primo della chiesa di Sant'Antonio e il secondo del Sacro Cuore di Gesù. I due sono decisamente diversi: don Franco è un prete più moderno, recita la messa in italiano, è comprensivo nei confronti dei giovani contestatori, mentre don Ciccio è un prete vecchio stampo, ritiene che la messa debba essere recitata solo in latino, ed è visceralmente anticomunista. Fra i due non mancano quindi delle animate discussioni. Don Franco raccoglie firme per tentare di bloccare un imprenditore locale, don Mimì, che vuole costruire un albergo al posto di un parco per i bambini, iniziativa per la quale i comunisti locali organizzano scioperi e manifestazioni.
Nel frattempo si sta per giocare una partita di calcio fra le squadre delle due parrocchie: l'incontro viene seguito con entusiasmo dall'intero paese. Verso la fine i due presbiteri scendono addirittura in campo di persona quando il punteggio è sull'1-0 per la parrocchia di don Franco. Entrambi segnano un gol, portando il risultato sul 2-1 a favore della parrocchia di Sant'Antonio. Ma don Franco ha sbagliato a sospettare di don Ciccio: non solo questi non l'ha denunciato, ma ha chiesto al vescovo di lasciarlo al suo posto. Chiarito l'equivoco, i due parroci si riappacificano.

## Produzione

### Riprese
Malgrado sia ambientato in Sicilia nell'inesistente paese di Roccapizzone, il film fu girato quasi interamente a Soriano nel Cimino, in provincia di Viterbo. 

## Distribuzione
Uscì nelle sale cinematografiche il 16 aprile 1970.

## Accoglienza

### Critica
La trama presenta delle curiose analogie con l'opera guareschiana, palesi similitudini con le baruffe della celebre serie di don Camillo e Peppone, sostituendo però al sacerdote e al sindaco comunista di Brescello due preti, uno più antiquato e il secondo più aperto alle idee moderne. Anzi, a ben guardare, il film di Girolami sembrerebbe essersi liberamente ispirato, almeno parzialmente, sia al primo Don Camillo di Guareschi e al relativo film che ne fu tratto nel 1952 (si veda per esempio la sequenza del battesimo o quella della partita di calcio), sia a Don Camillo e i giovani d'oggi, quest'ultimo pubblicato postumo proprio nel 1970 (e questo ben tre anni prima che Mario Camerini ne ricavasse nel 1972 l'omonimo film con Gastone Moschin e Carole André).

## Curiosità
Franco Franchi e Ciccio Ingrassia, pur essendo i protagonisti della storia, non compaiono in diverse scene, e scompaiono totalmente nei 25 minuti successivi alla partita al calcio balilla che precedono la sequenza finale, in cui riappaiono.